# Gorenji Podšumberk
Gorenji Podšumberk je naselje v občini Trebnje.
Gorenji Podšumberk je gručasto naselje v Suhi krajini na pobočju Šumberka (539 m), ki je najbolj markanten hrib daleč naokoli in do vrha porasel z gozdom. Okoli naselja so obdelovalne površine Dolge njive, Velika njiva in Pungrt, obdajajo pa jih obširni gozdovi. 
Na Šumberku so razvaline v 12. stoletju zgrajenega in v 17. stoletju opuščenega gradu Šumberk, ki je sodil med najstarejše in najpomembnejše srednjeveške gradove na Kranjskem. Prvi znani lastniki so bili Šumberški gospodje, ki se prvič omenjajo leta 1141, za njimi pa so ga podedovali Turjačani. V rebri pod razvalinami je ohranjena grajska kapela, danes podružnična cerkev svete Katarine. Pravokotni cerkveni ladji so konec 17. stoletja na mestu polkrožne apside prizidali prezbiterij, a nekdanja kapela, natančno orientirana v smeri sončnega vzhoda na dan svetega Vida, ohranja na portalu in slavoloku vse do danes stilne elemente, ki kažejo na njen nastanek v 12. stoletju. Nad zahodno fasado je zvonik z odprtimi linami, na zunanjščini pa ostanki srednjeveških stenskih slik. Oltar je leta 1868 izklesal podobar Kušlan iz Novega mesta, kipi pa so starejši. 
Med NOB so se tu stalno zadrževali partizani, ob obstreljevanju vasi 1. 8. 1943 pa je topovska granata ubila 3 narodne heroje: Predraga Jevtića, Ivana Kavčiča – Nandeta in Milovana Šaranovića.